# Wełyka Karatul
Wełyka Karatul (ukr. Велика Каратуль) – wieś na Ukrainie, w obwodzie kijowskim, w rejonie boryspolskim, w hromadzie Perejasław. W 2001 liczyła 1564 mieszkańców, spośród których 1547 wskazało jako ojczysty język ukraiński, 16 rosyjski, a 1 białoruski.